# Toritama (ort)
Toritama är en ort i Brasilien.   Den ligger i kommunen Toritama och delstaten Pernambuco, i den östra delen av landet, 1 600 km nordost om huvudstaden Brasília. Toritama ligger 356 meter över havet och antalet invånare är 23 940.
Terrängen runt Toritama är platt söderut, men norrut är den kuperad. Närmaste större samhälle är Santa Cruz do Capibaribe, 17,2 km väster om Toritama.
Omgivningarna runt Toritama är huvudsakligen savann. Runt Toritama är det ganska glesbefolkat, med 30 invånare per kvadratkilometer.